# Моту-Нуї
Моту-Нуї — найбільший скелястий острів на південь від острова Пасхи. При цьому він є вершиною гори, підніжжя якої знаходиться більше ніж на 2000 м під рівнем моря.
Моту-Нуї відомий як найзахідніша точка Чилі.
Інша відома сторона острову — до прийняття християнства він вважався священним місцем у культі тангата-ману («людина-птах»). На ньому проводився ритуал знаходження першого в сезоні знесеного яйця темної крячки.
Крім цього, поряд з кількома островами, він є найближчим до «точки Немо», океанічного полюса недосяжності.
Поруч з Моту-Нуї розташовані інші два скелястих острова — Моту-Іті та Моту-Као-Као, населені морськими птахами.